# 緒方龍一
緒方龍一（1985年12月17日—），生於日本北海道札幌。日本男子跳舞唱歌組合w-inds.的成員，其餘兩位分別為千葉涼平及橘慶太，由經理人公司Rising Production管理。唱片公司為PONY CANYON。在團中主要負責舞蹈、和音及RAP。
2020年6月1日，因罹患心身症而宣布離開w-inds.，同時與所屬經紀公司解約
2021年3月3日以「DRAVIL」名義重返樂壇，推出首張單曲《ALL TOGETHER / REBORN》，一手包辦詞曲，正式開始個人音樂活動。

## 參與組合
- w-inds.

2000年開始，與主唱橘慶太及千葉涼平在代代木公園開始街頭演唱，在2001年3月14日於涉谷以「Forever Memories」一曲出道，並持續表演至今。
- Radio Foundation

於19歲年與好友兼吉他手宮奧謙馬組成地下樂隊「Radio Foundation」並擔任主唱，於2009年退出。
- ALL CITY STEPPERS

2012年，在橘慶太以「KEITA」的名義進行個人表演活動期間，跟貝斯手朋友Ryuki（前田龍希），及樂隊The John's Guerrilla的吉他與主唱Leo（今村憐央）組成了「ALL CITY STEPPERS」，從2012年3月11日開始在東京及大阪舉行巡迴表演「Stepper's session」，於同年8月21日推出CD「Precious Girl」出道。

## 個人簡歷
- 在組合w-inds.當中多數負責RAP及舞蹈。
- 父親緒方命二是職業吉他手。在家鄉北海道札幌開了一間以披頭四為主題的酒吧。
- 由於父親的影響而喜歡披頭四和艾瑞克·克萊普頓等。而日本的音樂家則尊敬著坂本龍一及宇多田光等。
- 學習舞蹈的契機是有一天姊姊愛美突然看著他的臉，覺得「我想有個當偶像的弟弟」，而暗地裡替龍一報名進入Hokkaido Japanese Artists School學舞。在進入Hokkaido Japanese Artist School學習跳舞前，曾經跟姊姊愛美一起上機械體操課。
- 跟同團的千葉涼平同一間學校學習跳舞而認識。
- 熱愛動物，曾經多次表明家中飼有一隻名叫BLOW的雌性貓頭鷹、六條古代熱帶魚及一條蜥蜴。在BLOW之前養過另一隻貓頭鷹，但在家裡因病去世。曾經把BLOW帶上電視節目「さんま大教授」。北海道的老家裡育有一隻陪他長大的吉娃娃犬POPORO，還表明如果家裡有空間的話，會考慮多養一隻小型犬。
- 懂得彈奏電吉他及吉他，除此以外也會BASS、一點鋼琴及KEYBOARD。小時候在父親的強迫下也學過爵士鼓及小提琴。
- 龍一的愛車是經改裝的69年產Chevrolet Camaro跑車。價值跟一輛法拉利或保時捷不相伯仲，但買入的時候龍一才19歲。亦曾表示他的車是他最貴重的物品。
- 擅長烹調，曾登上早晨電視節目即場獻藝拿手菜式豬肉蓋飯。也曾在JUNON的烹飪單元中，製作料理，展現他的烹飪才能。
- 喜歡室外運動，除了經常到各處去爬山外，也喜歡釣魚、遠足、登山、露營、潛水滑浪及滑板等。持有初級潛水牌照。

## 個人單曲
- Energy

作詞・作曲：緒方龍一
於演唱會「"PRIME OF LIFE" Tour 2004」披露，影片收錄於DVD「w-inds. "PRIME OF LIFE" Tour 2004 IN SAITAMA SUPER ARENA」當中，但歌曲本身沒收錄進任何CD裡。
- From I

作詞・作曲：緒方龍一
於歌友會「w-inds. FAN CLUB EVENT 2005～風が吹いてきた！！～」披露，並沒收錄進任何CD或DVD裡。
- Red Cloud

作詞・作曲：緒方龍一
於歌友會「w-inds. FAN CLUB LIVE TOUR 2012」披露，並沒收錄進任何CD或DVD裡。
- ALL TOGETHER / REBORN

作詞・作曲：DRAVIL (緒方龍一)
2021/03/03～僅限定日本新宿TOWER唱片行現場販售。

## 外部連結
- 緒方龍一的X（前Twitter）

官方公式網站
- DRAVIL OFFICIAL SITE （页面存档备份，存于）
- w-inds.tv （w-inds. 日本官方網站） （页面存档备份，存于）
- PONYCANYON w-inds.所屬唱片公司 （页面存档备份，存于）
- Rising Production 所屬藝人經理人公司 （页面存档备份，存于）
- 緒方龍一(w-inds.)(ryu_winds)on twitter （页面存档备份，存于）